# Sphärische Astronomie
Die sphärische Astronomie behandelt die zweidimensionale Vermessung des Sternhimmels und die zugehörigen Berechnungen, Sternörter und kosmischen Bezugsysteme. Man sieht davon ab, dass die verschiedenen Himmelskörper ganz unterschiedlich weit von der Erde entfernt sind, und behandelt die Sterne wie Punkte auf der Oberfläche einer gedachten Einheitskugel (der „Himmelskugel“, altgriechisch Sphäre), die die Erde umgibt.

## Grundlage der Astronomie
Die wichtigsten Ergebnisse sphärisch-astronomischer Messungen – die im Wesentlichen den geometrischen Teilbereich der Astronomie abdecken – sind die Himmelskoordinaten Rektaszension und Deklination der Gestirne und ihre zeitlichen Änderungen. Diese Messungen von Örtern und Geschwindigkeiten sind die Basis der Positionsastronomie und hängen eng mit den Methoden der Astrometrie und Trigonometrie zusammen.
Diese Form der Astronomie war bis weit in die Neuzeit hinein die einzig mögliche, da die Bestimmung der Entfernung von Himmelskörpern kaum möglich war. So bestimmte Eratosthenes im 3. Jahrhundert v. Chr. zwar den Umfang der Erde mit 252.000 Stadien bzw. dem 50-fachen der Entfernung von Alexandria und Assuan, also 41.750 km, was dem tatsächlichen Wert (40.075 km am Äquator) sehr nahekam, doch das Werk Almagest von Claudius Ptolemaeus blieb für rund 1400 Jahre maßgeblich. Mit der Erfindung des Fernrohrs nahm die sphärische Astronomie ab dem 18. Jahrhundert einen bis dahin unvorstellbaren Aufschwung. Sie erhöhte ihre Messgenauigkeit von etwa 0,02° (freiäugig) auf das Zehntausendfache (etwa 0,01") und kann seit etwa 100 Jahren auch auf sehr schwache Sterne und ferne Galaxien angewandt werden.
Damit wurde die sphärische Astronomie zur Grundlage aller astronomischen Fortschritte – insbesondere in der Himmelsmechanik – und für unsere heutige Kenntnis vom Aufbau des Universums. Die erhöhte Genauigkeit der Richtungsmessung erlaubte den Astronomen, auch die Distanz ferner „Fixsterne“ zu bestimmen (erstmals 1838 durch Bessels Messung einer jährlichen Sternparallaxe).
Bis etwa 1870, als sich nach der Erfindung von Fotografie und Spektralanalyse die Astrophysik zu etablieren begann, machten Astrometrie und sphärische Astronomie den Großteil der wissenschaftlichen Sternkunde aus.

## Entwicklung seit etwa 1900
Die Umorientierung der Astronomie von rein geometrischen auf zunehmend physikalische Methoden kam einer Revolution der gesamten Himmelskunde gleich, die sich in der Amateurastronomie und auch im Bau vieler neuer Sternwarten niederschlug – in Mitteleuropa z. B. die Universitätssternwarte Wien und das Astrophysikalische Institut Potsdam. Doch achtete man zwischen 1880 und 1920 streng darauf, dass auch Positionsastronomie möglich blieb – etwa mit der Entwicklung hochpräziser Meridiankreise und Zenitteleskope. Der theoretische Teil des Fachgebiets befasste sich während dessen mit der Definition immer genauerer Bezugssysteme – die letztlich zur Basis der Weltraumfahrt wurden – und ab 1900 mit den Unregelmäßigkeiten der Erdrotation sowie der Polbewegung.
Dennoch waren zwischen 1950 und 1975 nur weniger als ein Fünftel der Astronomen in geometrischen Methoden tätig, allerdings arbeiteten seit Entwicklung der Satellitengeodäsie viele Geodäten an verwandten Themen.
Dies änderte sich rapide um 1990, als die Produktion optoelektronischer Sensoren billiger wurde und das Potential von CCD voll erkennbar wurde. Inzwischen gibt es vollautomatische Meridiankreise und Astrometriesatelliten sowie eine abermalige Steigerung der Messgenauigkeit, die seit Hipparcos bis 0,001" reicht. Mit der Radiointerferometrie (siehe VLBI) lassen sich Koordinaten noch weitaus genauer und Veränderungen der Erde bis in den Millimeterbereich bestimmen. Dies ermöglicht
- detaillierte Untersuchungen im Bereich der Geophysik sowie
- der Körper und Bahnen im Sonnensystem,
- detaillierte Bewegungen in unserer Galaxis,
- die Entdeckung noch hunderter Exoplaneten

und weitere Verbesserungen durch künftige Satelliten und weltraumgestützte Messkampagnen wie GAIA, Galileo und andere.